# Zubova Poljana
Zubova Poljana (in russo Зу́бова Поля́на?; in lingua mokša: Зубу) è un insediamento operaio (рабочий посёлок) della Repubblica di Mordovia, Russia. È il centro amministrativo del distretto Zubovo-Poljanskij.
È situato nel sud-ovest della repubblica, sul fiume Parca, a 202 km dalla capitale Saransk.